# 竹田青嗣
竹田 青嗣（たけだ せいじ、1947年〈昭和22年〉10月29日 - ）は、日本の哲学者・文芸評論家・音楽評論家。早稲田大学名誉教授。元早稲田大学国際教養学部教授。大学院大学至善館教授。在日韓国人二世。
『〈在日〉という根拠』(1983年)で登場し、フッサールの現象学に影響を受けて独自の現象学を構築。人間論を中心に幅広く批評を展開する。著書に『自分を知るための哲学入門』(1990年)、『近代哲学再考』(2004年)など。

## 名前
通常用いている韓国名は、姜修次（カン・スチャ、강수차）。戸籍名は、姜正秀（カン・ジョンス、강정수）。「竹田青嗣」は、太宰治の小説「竹青」から付けた筆名であり、日本名ではない。

## 略歴
大阪府出身。大阪府立豊中高等学校を経て、早稲田大学政治経済学部卒業。文芸評論などでデビューする。
1986年（昭和61年）、加藤典洋とともに明治学院大学国際学部助教授となる。同年、小阪修平、笠井潔と共に雑誌『オルガン』を創刊。橋爪大三郎や西研は『オルガン』の常連執筆者となる。
2005年（平成17年）、早稲田大学国際教養学部教授。早稲田大学退職後は大学院大学至善館教授を務める。

## 人物
- 学生の頃、自分の民族の問題と政治をきっかけとして、独学で哲学、現代思想を学び、特に30歳前にエトムント・フッサールの現象学に影響を受け、現象学を〈思考の原理〉であると定義して独自の現象学を探求し、俗に竹田現象学とも呼ばれている。
- 哲学についての著述はフッサールに関係したものが多いが、一般的に難解に陥りがちなこうした哲学を噛み砕き、分かり易く読者に提供することに長けている。そのため哲学的著述も専門的なものではなく、読者を限定せず、幅広い読者層を対象とした入門書的なものが多い。ニーチェ思想の「力への意志」を現代思想のルーツとして捉え、ニーチェを高く評価している。
- 2017年に主著となる「欲望論」第1巻『意味の原理論』、第2巻『価値の原理論』を講談社より上梓。原稿用紙2,000枚を超える大著であり、従来の哲学史からの乗り越えを目指す竹田思想の集大成となっている。第3巻も近年刊行予定。

## 思想
現代哲学には3つの大きな潮流があるとしている。
- 近代哲学の伝統的な問題意識、すなわち認識問題、倫理学を引き継ぐ現象学・存在論（フッサール、ハイデッガー、メルロー＝ポンティほか）
- 「言語論的転回」の指標のもと、伝統哲学の形而上学性に対する批判の上に哲学批判を展開する分析哲学（ラッセル、ウィトゲンシュタイン、クワインほか）
- 反ヘーゲル、反マルクス主義を旗印として、徹底的相対主義を武器に現代社会批判をめがけたポストモダン思想（デリダ、ドゥルーズ、フーコーほか）

フッサールの現象学を高く評価しているが、人間や社会の本質認識ではフッサールには希薄だった欲望論的観点からの価値と意味の原理論が必要としている。
その他、プラトン、ニーチェ、ハイデッガーを評価している。

## 著書

### 単著
- 『<在日>という根拠 - 李恢成・金石範・金鶴泳』（国文社） 1983年、のちちくま学芸文庫 1995年
- 『陽水の快楽 - 井上陽水論』（河出書房新社） 1986年、のち文庫、ちくま文庫 1999年
- 『意味とエロス』（作品社） 1986年、のちちくま学芸文庫
- 『<世界>の輪郭』（国文社） 1987年
- 『現代思想の冒険』（毎日新聞社） 1987年、のちちくま学芸文庫 1992年
- 『世界という背理 - 小林秀雄と吉本隆明』（河出書房新社） 1988年、のち講談社学術文庫 1996年
- 『夢の外部』（河出書房新社） 1989年、のち改題『現代批評の遠近法 - 夢の外部』（講談社学術文庫）  1998年
- 『現象学入門』（日本放送出版協会、NHKブックス） 1989年
- 『ニューミュージックの美神たち Love songに聴く美の夢』（飛鳥新社） 1989年
- 『批評の戦後と現在 - 竹田青嗣対談集』（平凡社） 1990年
- 『自分を知るための哲学入門』（筑摩書房） 1990年、のちちくま学芸文庫 1993年
- 『「自分」を生きるための思想入門 - 人生は欲望ゲームの舞台である』（芸文社） 1992年、のちちくま文庫 2005年
- 『はじめての現象学』（海鳥社） 1993年
- 『エロスの世界像』（三省堂） 1993年、のち講談社学術文庫
- 『恋愛論』（作品社） 1993年、のちちくま文庫
- 『ニーチェ入門』（ちくま新書） 1994年
- 『ハイデガー入門』（講談社選書メチエ） 1995年、のち講談社学術文庫
- 『恋愛というテクスト』（海鳥社） 1996年
- 『エロスの現象学』（海鳥社） 1996年
- 『世界の「壊れ」を見る』（海鳥社） 1997年
- 『現代社会と「超越」』（海鳥社） 1998年
- 『プラトン入門』（ちくま新書） 1999年、のちちくま学芸文庫
- 『言語的思考へ - 脱構築と現象学』（径書房） 2001年、のち講談社学術文庫
- 『哲学ってなんだ - 自分と社会を知る』（岩波ジュニア新書） 2002年
- 『現象学は「思考の原理」である』（ちくま新書） 2004年
- 『近代哲学再考 - 「ほんとう」とは何か・自由論』（径書房） 2004年
- 『愚か者の哲学 - 愛せない場合は通り過ぎよ』（主婦の友社） 2004年、のち改題『自分探しの哲学』 2007年
- 『人間的自由の条件 - ヘーゲルとポストモダン思想』（講談社） 2004年
- 『現象学は<思考の原理>である』（ちくま新書） 2004年
- 『人間の未来 - ヘーゲル哲学と現代資本主義』（ちくま新書） 2009年
- 『哲学は資本主義を変えられるか ヘーゲル哲学再考』（角川ソフィア文庫） 2009年
- 『中学生からの哲学「超」入門 - 自分の意志を持つということ』（ちくまプリマー新書） 2009年
- 『完全解読 カント『純粋理性批判』』（講談社選書メチエ） 2010年
- 『超解読! はじめてのカント『純粋理性批判』』（講談社現代新書） 2011年
- 『完全解読 フッサール『現象学の理念』』（講談社選書メチエ） 2012年
- 『超解読! はじめてのフッサール『現象学の理念』』（講談社現代新書） 2012年
- 『はじめての哲学 賢者たちは何を考えたのか?』（PHP研究所） 2014年
- 『欲望論 第1巻「意味」の原理論』（講談社） 2017年
- 『欲望論 第2巻「価値」の原理論』（講談社） 2017年
- 『哲学とは何か』(NHK出版、NHKブックス） 2020年4月

### 共編著
- 『丸山圭三郎記号学批判 - <非在>の根拠』（丸山圭三郎、作品社） 1985年
- 『物語論批判 - 世界・欲望・エロス』（岸田秀、作品社） 1985年
- 『わかりたいあなたのための現代思想・入門』（小阪修平, 志賀隆生、JICC出版局） 1990年
- 『試されることば』（小浜逸郎, 橋爪大三郎, 村瀬学, 瀬尾育生、JICC出版局） 1991年
- 『自分を活かす思想・社会を生きる思想 - 思考のルールと作法』（橋爪大三郎、径書房） 1994年
- 『ゴーマニズム思想講座 正義・戦争・国家論 - 自分と社会をつなぐ回路』（小林よしのり, 橋爪大三郎、径書房） 1997年
- 『二つの戦後から』（加藤典洋、筑摩書房） 1998年
- 『はじめての哲学史 - 強く深く考えるために』（西研共編著、有斐閣） 1998年
- 『天皇の戦争責任』（加藤典洋, 橋爪大三郎、径書房） 2000年
- 『よみがえれ、哲学』（西研、日本放送出版協会） 2004年
- 『完全解読 ヘーゲル「精神現象学」』（西研、講談社） 2007年
- 『フロイト思想を読む - 無意識の哲学』（山竹伸二、日本放送出版協会） 2008年
- 『知識ゼロからの哲学入門』（現象学研究会共著、幻冬舎） 2008年
- 『低炭素革命と地球の未来 環境、資源、そして格差の問題に立ち向かう哲学と行動』（橋爪大三郎、ポット出版） 2009年
- 『超解読! はじめてのヘーゲル『精神現象学』』（西研、講談社現代新書） 2010年
- 『歴史と哲学の対話』（西研, 本郷和人、講談社） 2013年
- 『超解読! はじめてのヘーゲル『法の哲学』』（西研、講談社現代新書） 2020年12月
- 『現象学とは何か 哲学と学問を刷新する』（西研共編著, 石川輝吉ほか著、河出書房新社） 2020年12月